# Renschia
Renschia , monotipski biljni rod iz porodice usnača, dio potporodice Scutellarioideae. Jedina vrsta je R. heterotypica, endemski polugrm iz Somalije opisan 1881.. 

## Opis
Uspravan ili viseći grm s do 0,5 m dugim stabljikama, slabo dlakavim. Listovi peteljkasti, jajasto okruglasti, do c. 36 × 38 mm, vrh tupo zaobljen, baza zaobljena do gotovo srcolika. Brakteje vrlo male, ušiljene. Plodna čaška duga 6–7 mm. Vjenčić 13-15 mm dug, plavoljubičast. oraščići c. 4 × 1,5 mm. 

## Sinonimi
- Tinnea heterotypica S.Moore; J. Bot. 15: 69 (1877)